# Bilheteira dos cinemas em Portugal em 2020
Lista com o valor das receitas em euros (€) e o número de espetadores dos principais filmes lançados nos cinemas em Portugal, no ano de 2020.

## Filme com maior receita bruta em cada semana
| #     | Semana                         | Filme                                                              | Receita bruta                                           | Espetadores                                             |
| ----- | ------------------------------ | ------------------------------------------------------------------ | ------------------------------------------------------- | ------------------------------------------------------- |
| 1     | 2 — 8 de janeiro               | Jumanji: O Nível Seguinte                                          | 309 318,73 €                                            | 55 158                                                  |
| 2     | 9 — 15 de janeiro              | Jumanji: O Nível Seguinte                                          | 149 907,56 €                                            | 26 690                                                  |
| 3     | 16 — 22 de janeiro             | Bad Boys Para Sempre                                               | 378 821,71 €                                            | 65 150                                                  |
| 4     | 23 — 29 de janeiro             | 1917                                                               | 635 301,28 €                                            | 109 347                                                 |
| 5     | 30 de janeiro — 5 de fevereiro | 1917                                                               | 460 970,44 €                                            | 79 288                                                  |
| 6     | 6 — 12 de fevereiro            | Birds of Prey (e a Fantabulástica Emancipação de uma Harley Quinn) | 379 207,76 €                                            | 66 947                                                  |
| 7     | 13 — 19 de fevereiro           | Birds of Prey (e a Fantabulástica Emancipação de uma Harley Quinn) | 259 504,11 €                                            | 45 826                                                  |
| 8     | 20 — 26 de fevereiro           | Sonic: O Filme                                                     | 286 574,47 €                                            | 55,549                                                  |
| 9     | 27 de fevereiro — 4 de março   | The Gentlemen - Senhores do Crime                                  | 194 461,40 €                                            | 35,655                                                  |
| 10    | 5 — 11 de março                | Bora Lá                                                            | 167 883,28 €                                            | 31,852                                                  |
| 11    | 12 — 18 de março               | Bloodshot                                                          | 14 301,45 €                                             | 2,370                                                   |
| 12-22 | 19 de março - 3 de junho       | Sem números, cinemas fechados pela pandemia de COVID-19            | Sem números, cinemas fechados pela pandemia de COVID-19 | Sem números, cinemas fechados pela pandemia de COVID-19 |
| 24    | 4 — 10 de junho                | Retrato de uma rapariga em chamas                                  | 4 027,30 €                                              | 818                                                     |
| 24    | 11 — 17 de junho               | Retrato de uma rapariga em chamas                                  | 2 491,60 €                                              | 484                                                     |
| 25    | 18 — 24 de junho               | Retrato de uma rapariga em chamas                                  | 1 814,70 €                                              | 358                                                     |
| 26    | 25 de junho — 1 de julho       | Benzinho                                                           | 2 244,90 €                                              | 484                                                     |
| 27    | 2 — 8 de julho                 | O Recepcionista                                                    | 8,708,34 €                                              | 1,865                                                   |
| 28    | 9 — 15 de julho                | O Recepcionista                                                    | 8 586,54 €                                              | 1,838                                                   |
| 29    | 16 — 22 de julho               | O Recepcionista                                                    | 9 663,01 €                                              | 2,072                                                   |
| 30    | 23 — 29 de julho               | Bora Lá                                                            | 13 861,48 €                                             | 2,668                                                   |
| 31    | 30 de julho - 5 de agosto      | Bora Lá                                                            | 11 490,78 €                                             | 2,187                                                   |
| 32    | 6 — 12 de agosto               | Bora Lá                                                            | 21 370,36 €                                             | 4,111                                                   |
| 33    | 13 — 19 de agosto              | Bem-Vindos a África                                                | 95,510,94 €                                             | 17,425                                                  |
| 34    | 20 — 26 de agosto              | Bem-Vindos a África                                                | 71 706,06 €                                             | 12,965                                                  |
| 35    | 27 de agosto — 2 de setembro   | Tenet                                                              | 278 405,07 €                                            | 45,101                                                  |
| 36    | 3 — 9 de setembro              | After - Depois da Verdade                                          | 233 938,66 €                                            | 42,167                                                  |
| 37    | 10 — 16 de setembro            | After - Depois da Verdade                                          | 128 009,29 €                                            | 22,894                                                  |
| 38    | 17 — 23 de setembro            | Tenet                                                              | 94 216,03 €                                             | 15,859                                                  |
| 39    | 24 — 30 de setembro            | Greenland - O Último Refúgio                                       | 85,603,47 €                                             | 15,257                                                  |
| 40    | 1 — 7 de outubro               | Greenland - O Último Refúgio                                       | 97,764,57 €                                             | 17,154                                                  |
| 41    | 8 — 14 de outubro              | Greenland - O Último Refúgio                                       | 47,916,26 €                                             | 8,457                                                   |
| 42    | 15 — 21 de outubro             | Greenland - O Último Refúgio                                       | 35,749,46 €                                             | 6,213                                                   |
| 43    | 22 — 28 de outubro             | Listen                                                             | 76 241,39 €                                             | 13,511                                                  |
| 44    | 29 de outubro — 4 de novembro  | Um Último Golpe                                                    | 55 145,49 €                                             | 9,616                                                   |
| 45    | 5 — 11 de novembro             | Um Último Golpe                                                    | 46 788,56 €                                             | 8,060                                                   |
| 46    | 12 — 18 de novembro            | Listen                                                             | 15 004,69 €                                             | 2,812                                                   |
| 47    | 19 — 25 de novembro            | Sol Posto                                                          | 16 575,68 €                                             | 2,494                                                   |
| 48    | 26 de novembro — 2 de dezembro | Miss                                                               | 12 073,24 €                                             | 2,220                                                   |
| 49    | 3 — 9 de dezembro              | 10 689,06 €                                                        | 1,942                                                   |                                                         |
| 50    | 10 — 16 de dezembro            | Mulher-Maravilha 1984                                              | 16 418,29 €                                             | 2,697                                                   |
| 51    | 17 — 23 de dezembro            | Mulher-Maravilha 1984                                              | 152 207,22 €                                            | 25,676                                                  |
| 52    | 24 — 30 de dezembro            | Mulher-Maravilha 1984                                              | €123 955,46 €                                           | 21,164                                                  |